# 1348 Мішель
1348 Мішель (1348 Michel) — астероїд головного поясу, відкритий 23 березня 1933 року.
Тіссеранів параметр щодо Юпітера — 3,305.